# Hideki Mutoh
Hideki Mutoh (武藤 英紀), né le 10 octobre 1982 à Tokyo, Japon, est un pilote automobile japonais. Depuis 2008, il participe au championnat IndyCar Series au sein de l'écurie Andretti-Green Racing.

## Biographie
Après plusieurs années de karting, Hideki Mutoh a commencé sa carrière en sport automobile en 1999, dans le championnat britannique de Formule Vauxhall. Après deux saisons peu fructueuses en Formule Ford britannique, il retourne en 2002 au Japon pour y disputer le championnat de Formula Dream, la formule de promotion du constructeur Honda, qu'il remporte en 2003. En 2004, il accède au championnat du Japon de Formule 3 (3e du championnat en 2005) puis à la Formula Nippon en 2006.
Jusqu'alors discrète, sa carrière décolle en 2007 lorsque l'écurie Super Aguri Panther Racing (copropriété de l'ancien pilote de Formule 1 Aguri Suzuki) l'engage pour disputer le championnat d'Indy Pro Series (la deuxième division de l'Indy Racing League) aux États-Unis. Malgré son inexpérience des courses sur ovale, Mutoh termine le championnat en deuxième position, avec deux victoires au compteur. En fin d'année, le Super Aguri Panther Racing lui offre la possibilité de disputer la dernière manche du championnat IndyCar Series. Pour ses débuts dans la discipline, Mutoh fait forte impression en dominant ses équipiers (les expérimentés Vítor Meira et Kōsuke Matsūra) et en terminant à la huitième place, tout en signant le meilleur tour en course. Cette performance lui permet de décrocher pour 2008 un volant au sein de l'écurie Andreti-Green Racing où il remplace le champion en titre Dario Franchitti.

## Résultats aux500 milesd'Indianapolis
| Année | Châssis | Moteur | Qualification | Résultat | Équipe         |
| ----- | ------- | ------ | ------------- | -------- | -------------- |
| 2008  | Dallara | Honda  | 9             | 7        | Andretti Green |
| 2009  | Dallara | Honda  | 16            | 10       | Andretti Green |
| 2010  | Dallara | Honda  | 9             | 28       | N/H            |